# Dartford
Dartford er hovedbyen i Borough of Dartford i Kent, England. Den ligger omkring 29 km sydøst for det centrale London og ved siden af London Borough of Bexley mod vest. Mod nord, lige på den anden side af Themsens udmunding ligger Thurrock i Essex, der kan køres til via Dartford Crossing.
Byen ligger i en dal, hvor floden Darent løber igennem, og hvor den gamle vej mellem London og Dover krydsede floden, hvorfra byen har fået sit navn; Darent + ford. Dartford blev en købstad i middelalderen, men i dag er den hovedsageligt en soveby og pendlerområde for Greater London. Den har en lang historie med religiøs, industriel og kulturel vigtighed. Det er fortsat et vigtigt jernbaneknudepunkt, og byens primære gennemkørselsvej går uden om byen.
Dartford er venskabsby med Hanau i Tyskland og Gravelines i Frankrig.

## Historie
I forhistorisk tid levede de første mennesker omkring Dartford for omkring 250.000 år siden; en stamme af forhistoriske jægere og samlere kaldet Swanscombe Man. Mange andre arkæologiske undersøgelser har afsløret, at der har været stor aktivitet i området fra stenalderen op igennem bronzealderen og jernalderen.
Romerne anlagde en vej mellem Dover og London (der senere fik navnet Watling Street), og her var det nødvendigt at krydse floden Darent ved et vadested, hvilket gav bosættelsen sit navn. romerske villa blev bygget i Darent Valley og ved Noviomagus (Crayford), der ligger tæt ved. Sakserne har muligvis etableret den første bosættelse, hvor Dartford ligger i dag. Dartford herregård nævnes i Domesday Book fra 1086 efter den normanniske erobring. På dette tidspunkt var den ejet af kongen.
I middelalderen var Dartford et vigtigt stoppested for pilgrimme og rejsende en route mod Canterbury og kontinentet og forskellige religiøse ordener etablerede sig i området. I 1100-tallet havde Tempelridderne herregården i Dartford; National Trust egendom ved Sutton-at-Hone, syd for byen, er en del af denne historie. I 1300-tallet blev der etableret et kloster i Dartford, og to grupper munke, dominikanerne og fanciskanerne byggede hospitaler til de syge. På dette tidspunkt var byen blevet en lille men vigtig købstad.
Wat Tyler, fra Peasants' Revolt, har muligvis været en lokal helt, selvom tre andre byer i Kent også påstår at han stammer derfra, og der er flere grunde til at betvivle Tylers tilknytning til Dartford selvom byens centrale pub er navngivet efter ham. Dartford er dog ikke den eneste by, som har en pub opkaldt efter Tyler.